# ترفلز
ترفلز (به فرانسوی: Tréflez) یک کمون در فرانسه است که در Canton of Plouescat واقع شده‌است.

## خصوصیات
ترفلز ۱۵٫۷۶ کیلومترمربع مساحت و ۹۰۱ نفر جمعیت دارد.